# Орта-Сан-Джулио
Орта-Сан-Джулио (итал. Orta San Giulio) — коммуна в Италии, располагается в регионе Пьемонт, в провинции Новара.
Население составляет 1161 человек (2008 г.), плотность населения составляет 171 чел./км². Занимает площадь 7 км². Почтовый индекс — 28016. Телефонный код — 0322.
В коммуне 15 августа особо празднуется Успение Пресвятой Богородицы. Покровителем коммуны почитается святой Иулий Ортский, празднование 31 января.

## Демография
Динамика населения:

## Администрация коммуны
- Официальный сайт: http://www.comune.ortasangiulio.no.it